# Eberhard Havekost
Eberhard Havekost (* 12. Oktober 1967 in Dresden; † 5. Juli 2019 in Berlin) war ein deutscher Maler.

## Werdegang und Würdigung
Eberhard Havekost wurde 1967 in Dresden geboren, ging in die Kreuzschule und war Sängerknabe im Dresdner Kreuzchor. Nach dem Abitur machte er eine Steinmetzlehre. 1989 floh er über Budapest in den Westen und lebte anschließend in Frankfurt am Main.

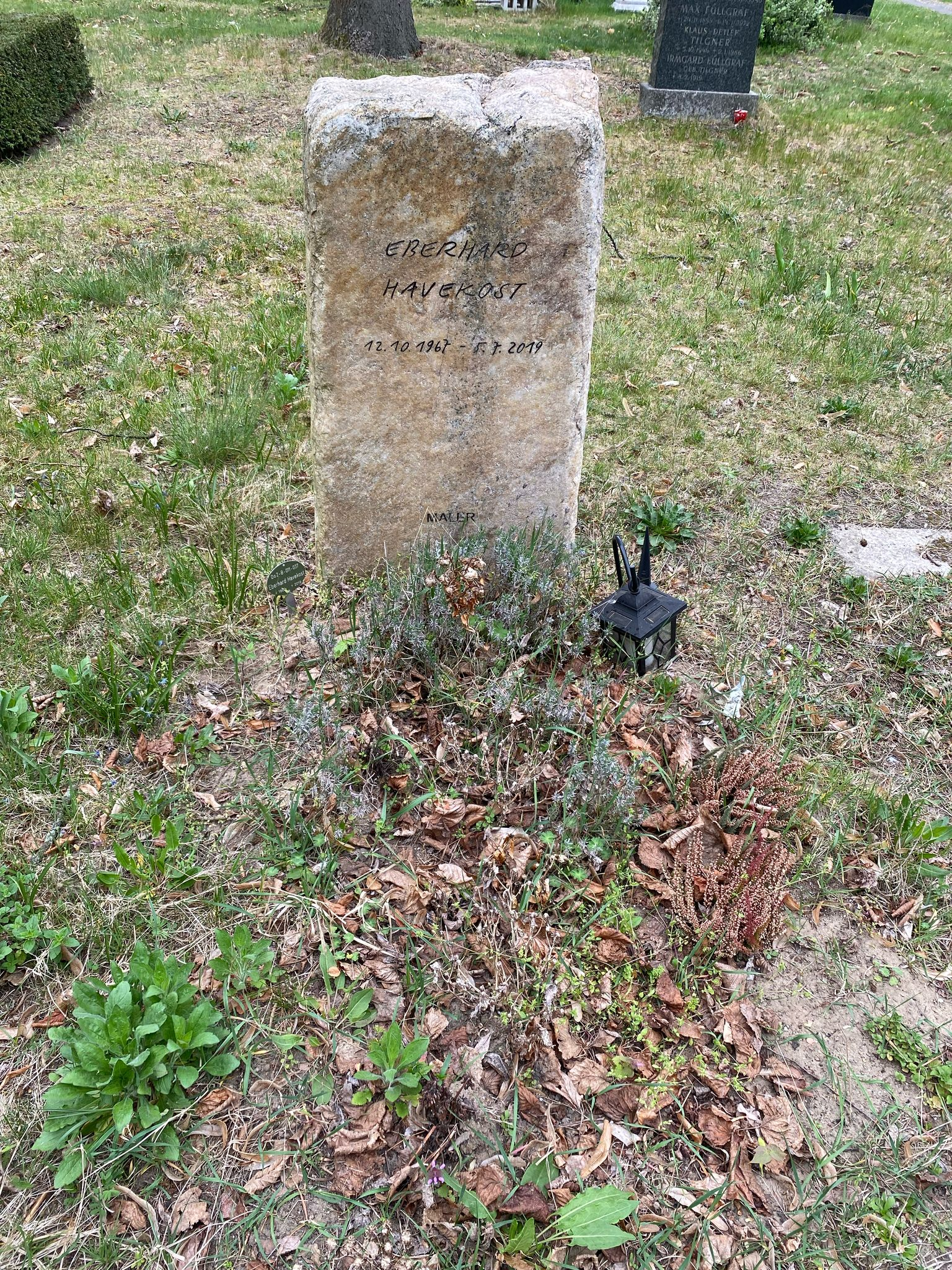
Grabstätte

Von 1991 bis 1996 studierte er an der Hochschule für Bildende Künste in Dresden. 1997 wurde er dort Meisterschüler unter Ralf Kerbach. 1999 erhielt er das Karl-Schmidt-Rottluff-Stipendium. Die Kunstakademie Düsseldorf berief ihn mit Wirkung zum Sommersemester 2010 zum Professor für Malerei. Havekost lebte und arbeitete in Berlin, wo er im Juli 2019 im Alter von 52 Jahren überraschend starb. Seine letzte Ruhestätte fand er auf dem Dorotheenstädtischen Friedhof II.
Aus der Tradition der realistischen Malerei und teilweise des Fotorealismus der 1970er Jahre entwickelte Havekost einen Malstil, der gleichzeitig wahrheitsgetreu und augentäuschend ist. Außer den rein gegenständlichen Bildern gehören zu seinem Werk ebenso Abstraktionen, wobei Havekost mit den beiden Darstellungsweisen stets dasselbe Ziel verfolgte: die Mechanismen unserer visuellen Wahrnehmung zu erforschen. Er brach mittels Verzerrungen bewusst mit den Sehgewohnheiten des Betrachters.
Werke von Havekost befinden sich unter anderem in den Beständen des Museum of Modern Art in New York, der Rubell Family Collection, der Tate Modern London, des Städel Museums in Frankfurt a. M. sowie des Stedelijk Museum in Amsterdam.

## Malerei
Alleinstehende Objekte, Fassaden, Menschenakte, Verkehrsmittel, Pflanzen, Landschaften und seltene Figurenkonstellationen sind die erkennbaren Motive in Havekosts Gemälden. Das eigentliche Thema, das sich anhand der ausgewählten Motive realisiert, ist die Materialität der Wirklichkeit, die flüchtig wahrgenommen und häufig übersehen wird.
Als Vorlagen für seine Bilder benutzte Eberhard Havekost eigene oder aufgefundene Fotografien. Sie wurden digital bearbeitet und es wurden beispielsweise Helldunkelwerte und Farben verändert, Details verwischt oder verzerrt. So verlieren die auf den Aufnahmen festgehaltenen Gegenstände oft ihre Erkennbarkeit und relativieren den Blick auf die Realität.
Die Werke von Eberhard Havekost beschäftigen sich mit dem Prozess des Sehens und des Wahrnehmens und stellen oft die Sehgewohnheiten in Frage. Eine große Rolle spielt dabei die Subjektivität des Sehens, deren Zufälligkeit mit bildnerischen Mitteln in Havekosts Gemälden offenbart wird. Die Tatsache, dass Menschen nicht unmittelbar sehen, sondern nur innerhalb der empirischen Strukturen die Dinge der Außenwelt identifizieren, veranlasste Havekost dazu, durch die visuellen Veränderungen der gewöhnlichen Objekte einen Weg aus dieser Determination vorzuschlagen und zum unabhängigen reinen Anschauen zu bewegen. Havekost ging es darum, „zu fragen, mit welchen Filtern wir wahrnehmen“, und diese Filter zu „dechiffrieren“.

### Die Welt der Dinge
Havekost konzentrierte sich auf die Darstellung der Gegenstände – der Welt der Dinge. Häufig werden Objekte alleinstehend, ohne Kontext oder menschliches Zutun gezeigt. So wird ein Gegenstand von den Bedeutungen befreit, die ihm im Prozess der Funktionalisierung von Menschen zugeschrieben werden. Seine Gemälde suggerieren, „dass den Dingen eine Irreduzibilität, eine Lebendigkeit und Dichte zu eigen ist, die unabhängig von unserer Wahrnehmung besteht.“
In Havekosts Bildern werden überwiegend Ausschnitte von Gegenständen dargestellt. Damit schärft er den Blick auf Details, die die Gesamtheit der Realität bilden. Häufig wird ein und dasselbe Motiv in Serien von mehreren Werken behandelt. Mit dem Perspektivenwechsel ist eine ständige Veränderung verbunden: die geringste Versetzung führt dazu, dass jeweils ein etwas anderer Teil des Objektes sichtbar wird und der Betrachter jedes Mal einen anderen Gegenstand vor Augen hat. Durch den ständigen Wechsel des Blickwinkels zeigt Havekost die Vielschichtigkeit der Realität.

### Oberfläche
Ein anderes wichtiges Merkmal ist die betonte Nahsicht auf die dargestellten Gegenstände. Havekost arbeitet mit der Oberfläche, die ein eigentlicher sichtbarer Teil der Objekte ist. Häufig wird diese Thematisierung im digitalen Kontext verstanden und mit dem Phänomen der Benutzeroberfläche verglichen. Dieser Begriff bezeichnet den sichtbaren Teil eines Computerprogramms, der für Interaktion mit dem Benutzer geeignet ist. Wichtig dabei ist, dass das eigentliche digitale System hinter dieser Oberfläche verborgen bleibt und für den gewöhnlichen Nutzer unsichtbar bleibt. Nach dieser Analogie präsentiert Havekost in seinen Bildern die sichtbare Wirklichkeit durch ihre Oberfläche. Um hinter die äußere Fassade zu gelangen, wird eine erhöhte Blickkonzentration gefordert. Havekost malt nicht die Objekte ab, die auf der Oberfläche zu sehen sind, sondern er malt die Benutzeroberfläche selbst.

### Distanz und Kälte
Um den Blick auf die Gegenstände so zu aktivieren, arbeitete Havekost mit den Gegensätzen wie Distanz und Nähe, Wärme und Kälte. Extreme Nahansichten und nüchterner Detailrealismus sind kennzeichnend für seine Malerei. So entwickelte sich eine undurchdringliche Malweise, die dem flüchtigen Blick auf die Außenwelt entspricht – gerade er wird in Havekosts Bildern thematisiert. In seiner Malerei unterliegt dieser Blick einem Verlangsamungsprozess.

## Einzelausstellungen (Auswahl)
- 2019: U Say Love, Contemporary Fine Arts, Berlin
- 2017: Logik, Galerie Rudolfinum, Prag
- 2016: Expulsion from Paradise Freeze, Anton Kern Gallery, New York
- 2016: Inhalt, KINDL–Zentrum für zeitgenössische Kunst, Berlin[11]
- 2015: Natur, Galerie Gebr. Lehmann, Dresden
- 2013: Titel, MKM Museum Küppersmühle für Moderne Kunst, Duisburg[12]
- 2012: Eberhard Havekost. Die Sammlung MAP, Museum der Moderne, Salzburg
- 2012: Sightseeing Trip, Dr. Bhau Daj Lad, Mumbai City Museum, Mumbai
- 2011: Take Care, Roberts Projects, LA
- 2010: Ausstellung, Kunsthalle im Lipsius-Bau, SKD, Dresden[13]
- 2008: Entrée, FRAC Auvergne, Clermont-Ferrand
- 2007: Paintings from the Rubell Family Collection, Tampa Museum of Art, Tampa, FL
- 2006: Harmony 2, Stedelijk Museum, Amsterdam
- 2004: Graphik 1999–2004, Kupferstich-Kabinett, Staatliche Kunstsammlungen, Dresden
- 2001: DRIVER, Museu Serralves, Porto

## Sammlungen
- Museum of Modern Art, New York[14]
- Tate Collection[15]
- Rubell Family Collection[16]
- Staatliche Kunstsammlungen Dresden[17]
- Sammlung Museum Frieder Burda[18]